# Eriosyce aurata
Eriosyce aurata es una especie de planta fanerógama de la familia Cactaceae.

## Descripción
Es un sub-arbusto suculento solitario, esférico y de gran tamaño, hasta 55 cm de diámetro de ápice lanoso por la coalescencia del fieltro de las areolas, algo hundido. Areolas grandes y ovaladas, de 14-18 x 6-8 mm. Las costillas aumentan con la edad, de 24-40 en individuos adultos. Espinas aciculares, curvadas hacia arriba, generalmente amarillentas, 12-15 radiales, 25-40 mm de longitud; 4-6 centrales, fuertemente curvadas, de 35-45 mm de longitud x 1.5 mm ancho, base bulbosa. Flores numerosas, hasta 75 por corona, de 3.5 a 5 cm de longitud, amarillo-rojizas, tubo floral cubierto de lanosidad densa y cerdas rígidas. Fruto seco de 4 cm de largo, revestido de lana y con el resto de la flor en el extremo superior, dehiscente por medio de un poro basal. Semillas negras, de 1.9 a 2.9 x 1.3 a 2 mm.

## Distribución
Es endémica de Chile en la precordillera andina desde el norte de la región de Coquimbo a Valparaíso. No se considera en peligro pero la tendencia apunta a una disminución de su presencia.

## Taxonomía
Descrita por primera vez como Echinocactus auratus por Ludwig Georg Karl Pfeiffer
Etimología
Echinocactus: nombre del género que deriva de dos palabras griegas: ἐχῖνος (echînos) = erizo, espinoso y κάκτος (káktos) = cardo; debido a la forma espinosa de los cactus (cardos).
auratus: epíteto que alude al color amarillo-dorado (auratus = doraro, áureo) de las espinas.